# Earl of Lothian
Earl of Lothian ist ein erblicher britischer Adelstitel, der zweimal in der Peerage of Scotland verliehen wurde.

## Verleihungen
Erstmals wurde der Titel am 10. Juli 1606 an Mark Kerr, 1. Lord Newbottle verliehen. Dieser war bereits am 15. Oktober 1591 zum Lord Newbottle erhoben worden. Die Titel erloschen beim Tod seines Sohnes, der 2. Earl, am 6. März 1624.
Sechs Jahre später, am 31. Oktober 1631, wurde der Titel für Hon. William Kerr neu geschaffen, zusammen mit dem nachgeordneten Titel Lord Kerr of Newbottle. Dieser war mit einer Tochter des letzten Earls erster Verleihung verheiratet, war dessen Neffe 6. Grades und war ein Sohn des Robert Kerr, 1. Earl of Ancram. Dessen Sohn, der 2. Earl, erbte 1690 von seinem Onkel Charles Kerr, 2. Earl of Ancram, die 1633 geschaffenen Titel Earl of Ancram und Lord Kerr of Nisbet, Langnewtoun, and Dolphinstoun. Zudem wurde er am 23. Juni 1701 zum Marquess of Lothian, Viscount of Briene und Lord Kerr of Newbottle, Oxnam, Jedburgh, Dolphinstoun and Nisbet, erhoben. Das Earldom Lothian ist seither ein nachgeordneter Titel des jeweiligen Marquess of Lothian. Aktueller Titelinhaber ist Michael Kerr als 13. Marquess und 14. Earl of Lothian.

## Liste der Earls of Lothian

### Earls of Lothian, erste Verleihung (1606)
- Mark Kerr, 1. Earl of Lothian (1553–1609)
- Robert Kerr, 2. Earl of Lothian († 1624)

### Earls of Lothian, zweite Verleihung (1631)
- William Kerr, 1. Earl of Lothian (1605–1675)
- Robert Kerr, 1. Marquess of Lothian, 2. Earl of Lothian (1636–1703)
- William Kerr, 2. Marquess of Lothian, 3. Earl of Lothian (1661–1722)
- William Kerr, 3. Marquess of Lothian, 4. Earl of Lothian (1690–1767)
- William Kerr, 4. Marquess of Lothian, 5. Earl of Lothian (1713–1775)
- William Kerr, 5. Marquess of Lothian, 6. Earl of Lothian (1737–1815)
- William Kerr, 6. Marquess of Lothian, 7. Earl of Lothian (1763–1824)
- John Kerr, 7. Marquess of Lothian, 8. Earl of Lothian (1794–1841)
- William Kerr, 8. Marquess of Lothian, 9. Earl of Lothian (1832–1870)
- Schomberg Kerr, 9. Marquess of Lothian, 10. Earl of Lothian (1833–1900)
- Robert Kerr, 10. Marquess of Lothian, 11. Earl of Lothian (1874–1930)
- Philip Kerr, 11. Marquess of Lothian, 12. Earl of Lothian (1882–1940)
- Peter Kerr, 12. Marquess of Lothian, 13. Earl of Lothian (1922–2004)
- Michael Kerr, 13. Marquess of Lothian, 14. Earl of Lothian (* 1945)

Titelerbe (Heir Presumptive) ist der Bruder des aktuellen Titelinhabers Lord Ralph Kerr (* 1957).